# Сибилои
Сибилои (англ. Sibiloi National Park) — национальный парк, расположенный на севере Кении на северо-восточном берегу озера Рудольф (Туркана) в 800 км от Найроби и был назван в честь горы Сибилои. Находится в управлении Службы охраны дикой природы Кении (KWS) и Национальных музеев Кении (NMK).
Парк основан в 1973 году правительством Кении для защиты дикой природы и многослойного археологического памятника Кооби-Форау, с останками гоминидов и ископаемыми остатками организмов.
Также здесь находится штаб-квартира Службы охраны дикой природы Кении, кемпинг и стоянка для краткосрочного пребывания посетителей и музей Кооби-Фора.
Самые известные остатки австралопитеков и ранних окаменелостей были перевезены в Найроби, остальные остатки хранятся в местном музее.
Национальные парки на озере Туркана — Сибилои, Сентрал-Айленд и Саут-Айленд — являются с 2001 года объектом всемирного наследия ЮНЕСКО. Национальные парки на озере Туркана служат местом остановки для мигрирующих птиц и являются «родильным домом» для нильских крокодилов, бегемотов и различных ядовитых змей.

## Климат
Климат жаркий и сухой, особенно в декабре — марте. Июнь и июль — холодные месяцы. Также с мая по сентябрь дуют сильные ветры утром и вечером. Осадков менее 250 мм в год, а в некоторых местах дождя не бывает в течение нескольких лет.

## Фауна
На Центральном острове озера Туркана обитает нильский крокодил. Также парк является убежищем для таких видов животных, как зебра, газель Гранта, сетчатый жираф, бейза (oryx beisa), топи, большой куду, бегемот. Из хищников есть лев, гепард, леопард, а также полосатая гиена и чепрачный шакал.
Из птиц встречаются фламинго, пеликаны, утки.